# Zgârie nor (film din 1928)
Zgârie nor este un film mut dramatic american din 1928, regizat de Howard Higgin. La a doua ediție a Premiilor Academiei din 1930, Elliott J. Clawson a fost nominalizat la premiul Oscar la categoria „Cel mai bun scenariu”. Există imprimări complete ale filmului.

## Distribuție
- William Boyd în rolul Blondy
- Alan Hale în rolul Slim Strede
- Sue Carol în rolul Sally
- Alberta Vaughn în rolul Jane
- Wesley Barry în rolul Redhead
- Paul Weigel în rolul tatălui lui Redhead